# René de Saint-Delis
René de Saint-Delis est un artiste peintre français né le 26 novembre 1876 à Saint-Omer (Pas-de-Calais), installé en 1919 à Étretat où il est mort le 14 janvier 1958. Il repose au cimetière d'Étretat, en la chapelle de la famille Fidelin.

## Biographie

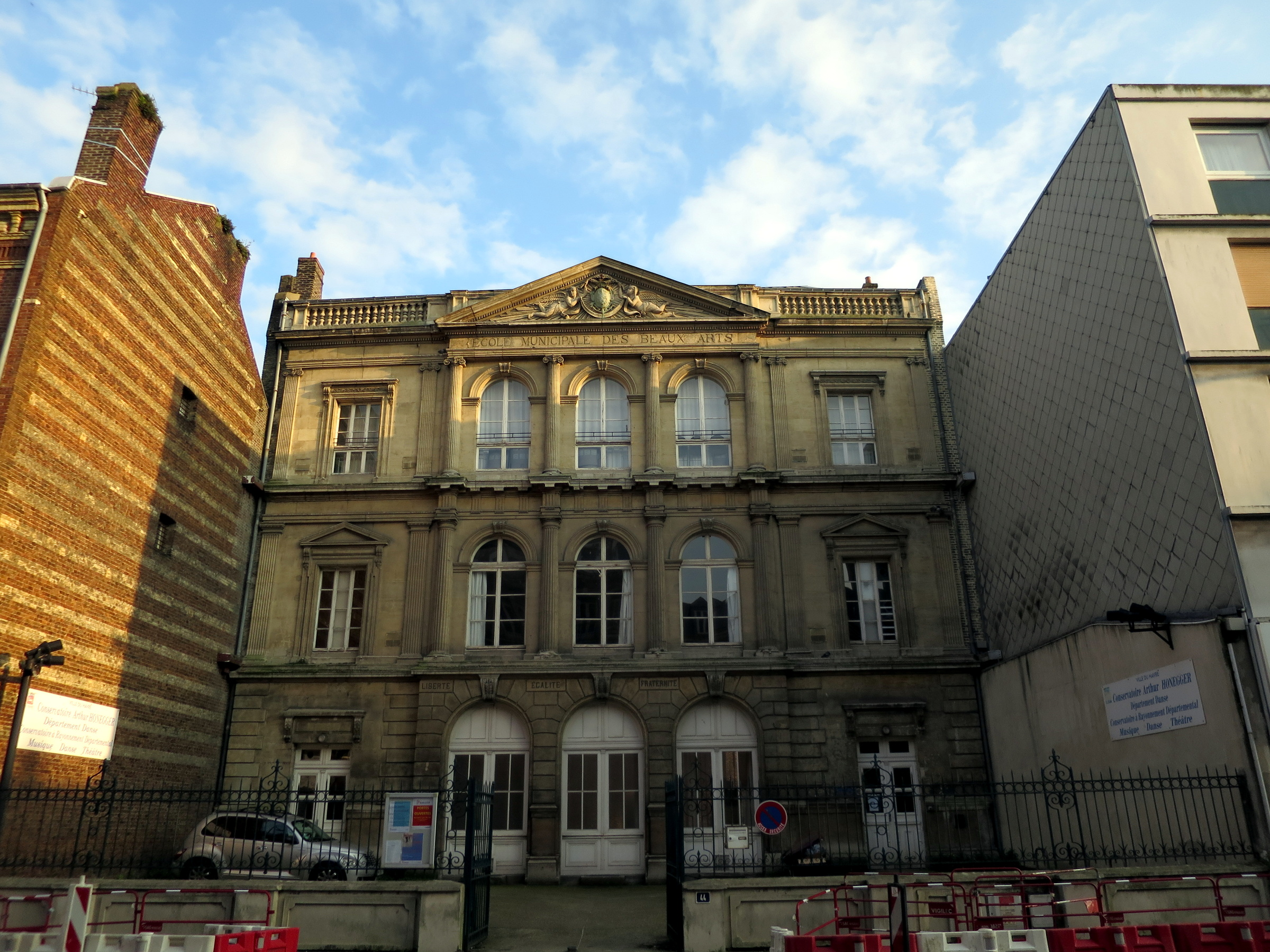
École municipale des beaux-arts du Havre

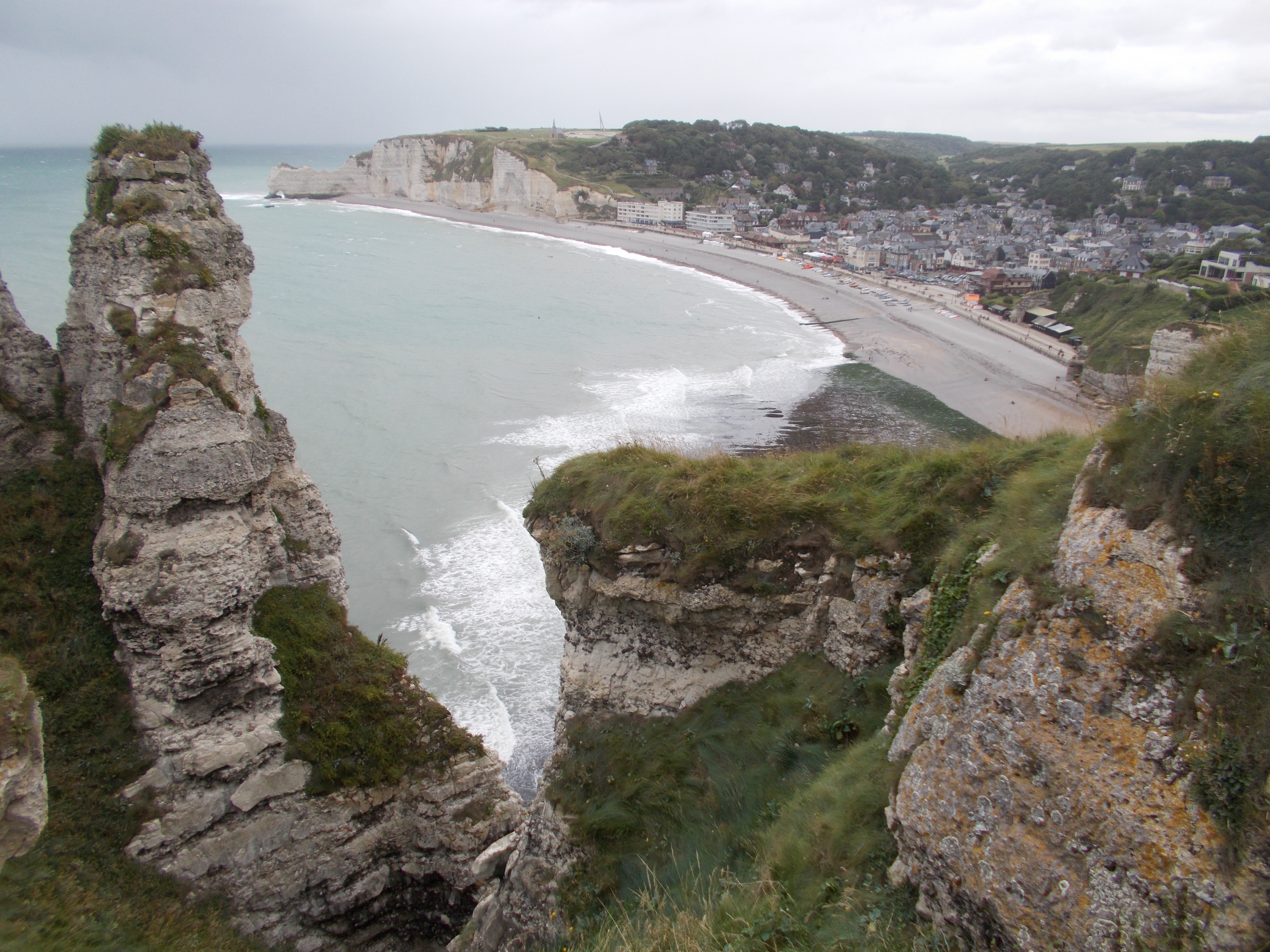
Étretat

Par sa naissance en 1876 à Saint-Omer, Eugène René est le deuxième des quatre enfants d'Antoine Albert Liénard de Saint-Delis (1840-1881), officier du 5e régiment de dragons et de son épouse née Antoinette Emma Houet (1847-1920). La naissance de notre artiste est suivie de celle de son frère Henri (1878-1949), lui aussi artiste peintre. Le décès des suites d'une maladie du capitaine Liénard de Saint-Delis conduit Emma à quitter le Pas-de-Calais en 1881 pour, avec ses quatre enfants, venir s'installer au Havre.
Après le lycée François-Ier du Havre où un autre élève, Émile Othon Friesz, est son meilleur ami, René de Saint-Delis fréquente successivement l'École municipale des beaux-arts du Havre où, avec pour condisciples, outre son frère Henri et Othon Friesz, d'autres qui deviendront également ses amis (Georges Braque, Raoul Dufy, Raimond Lecourt), il suit les cours de Charles Lhuillier (un « grand admirateur de Boudin » en même temps qu'« il place le dessin avant tout et interdit à ses élèves l'usage de la couleur »), et l'Académie Julian à Paris où, de 1900 à 1904, il est élève de William Bouguereau. C'est le 29 janvier 1906 que se crée au Havre le Cercle de l'art moderne qui, constitué d'artistes (parmi eux, René et Henri de Saint-Delis, leurs amis précités, mais aussi Gaston Prunier) et de collectionneurs havrais, organisera jusqu'en 1910 des expositions affiliées au Salon d'automne de Paris, de même que des événements musicaux et littéraires auxquels viendront participer Frantz Jourdain, Guillaume Apollinaire ou Claude Debussy.  
La première période dans l'œuvre de René de Saint-Delis se constitue ainsi de marines peintes au Havre avant qu'il ne soit, échappant au front parce que réformé en 1910, affecté en 1915 à la 3e section territoriale d'infirmiers militaires à Étretat (il est précisément secrétaire-comptable de l'hôpital 111) où il rencontre Jeanne Fidelin (1895-?), jeune autochtone alors infirmière de l'hôpital auxiliaire. La bibliothèque municipale de Lisieux conserve un rare ouvrage collectif, intitulé Pages et croquis : 1914-1918 et recueillant des textes et des dessins parmi lesquels on trouve la signature de René de Saint-Delis, faisant de notre artiste un témoin de la Première Guerre mondiale.
Entre 1916 et 1919, René de Saint-Delis se rend à plusieurs reprises à Leysin en Suisse auprès de son frère Henri qui y reçoit de longs soins contre la tuberculose : de là datent ses paysages vaudois tels celui que conserve le Musée Alfred-Canel de Pont-Audemer. Son mariage au Havre le 17 juin 1919 avec Jeanne Fidelin le fait s'installer définitivement à Étretat, rue George-V. Il peint alors la vie quotidienne des pêcheurs, la mer vue des falaises, les vergers et les pâturages qui constituent la campagne cauchoise : Marie-Hélène Desjardins restitue en lui un tempérament « modeste, vivant retiré et se souciant peu d'être connu, réalisant dans l'ombre une œuvre abondante et originale ». Au soir de sa vie, il s'oriente vers les natures mortes.
Les traits de René de Saint-Delis nous restent fixés par le portrait qu'en fit Émile Othon Friesz et que conserve aujourd'hui le Musée d'art moderne André-Malraux du Havre. Il demeure perçu comme « n'étant pas sans traits communs avec Henri, son frère cadet, et la formule de René "ne jamais abandonner le contact avec la nature" est caractéristique aussi bien de l'un que de l'autre qui, jusqu'au bout de leur longue carrière, étudieront quotidiennement sur le motif ».

## Expositions personnelles
- Galerie Eugène Blot, Paris, 1912.
- Galeries Maury, Lebas et Beuzebosc, hall du journal La Cloche, Le Havre, dates non précisées.
- Casino d'Étretat, octobre-novembre 2018[13].

## Expositions collectives
- Exposition de la Société des amis des arts, Le Havre, 1902[14].
- Salon des indépendants, Paris, de 1905 à 1950.
- Salon d'automne, Paris, de 1907 à 1910.
- Salon de l'École française, Paris, de 1924 à 1947.
- Salon des artistes normands, Rouen, 1934.
- Salon des artistes rouennais, Rouen, dates non précisées.
- La collection de dessins de Paul et Florence Vercier, Maison de la culture du Havre, 1987[15].
- René et Henri de Saint-Delis, réfectoire de l'abbaye de Montivilliers, juillet-septembre 2008.
- Normandie impressionniste - Empreintes impressionnistes, Galerie Bertran, Rouen, juin-septembre 2010[16].
- L'eau - Albert Copieux, Raimond Lecourt, René et Henri de Saint-Delis, réfectoire de l'abbaye de Montivilliers, juillet-septembre 2013.
- Évocation des scènes de la vie à Étretat pendant la grande guerre, Espace Cramoysan, Étretat, juillet 2014[8].
- René et Henri de Saint-Delis, Musée Eugène-Boudin, Honfleur, 2017[12].

## Réception critique
« Après une période marquée par son admiration pour Boudin et par l'influence des Impressionnistes, où la lumière vaporeuse transperce des brumes légères, il envoie au Salon des indépendants, dès 1905, des paysages normands et des coins de port d'une écriture affermie et d'une vision beaucoup plus réaliste, de sobres natures mortes bien articulées où s'exprime peut-être avec le plus de bonheur son élégante sensibilité. »

— Gérald Schurr

« Il affectionne particulièrement la nature morte, à partir de compositions imaginées par son épouse Jeanne autour d'une maquette de bateau ou d'un samovar familial. Mais ce sont principalement les falaises en toutes saisons qui restent, tout au long de sa vie, son sujet de prédilection. Ses paysages sont souvent animés de personnages : militaires en permission pendant la première guerre, pêcheurs occupés autour de leurs caïques ou foule endimanchée assistant à la bénédiction de la mer. Le travail des hommes sur le perré, manœuvrant le cabestan ou remontant les filets, est un vivier inépuisable de motifs pour l'artiste, et ses œuvres témoignent avec précision des gestes et des postures des pêcheurs d'Étretat, constituant de véritables documents ethnographiques. Doué d'une grande capacité d'observation, il cultive un réalisme sage. Son dessin est solide, fruit de nombreux croquis, au fusain et à l'aquarelle qui, tels les gammes toujours répétées d'un musicien, nourrissent les œuvres les plus élaborées. »

— Marie-Hélène Desjardins

« Les œuvres de René et Henri de Saint-Delis ne se ressemblent pas totalement mais ont des points de convergence. Ce sont d'abord deux grands peintres de marines. La couleur les rapproche, au début de leur œuvre, des fauves. Puis chacun a suivi son propre chemin, dans la tradition des paysages de mer de l'estuaire au XIXe siècle, en dignes successeurs de Boudin et d'autres. »

— Benjamin Findinier, directeur des musées de Honfleur

« Le meilleur peintre qui se soit installé à Étretat depuis Eugène Lepoittevin. »

— Bruno Delarue

## Musées et collections publiques
- Musée des Beaux-Arts de Rouen, Le port de Honfleur, huile sur toile, 1905.
- Musée d'art moderne André-Malraux, Le Havre, Marine à Étretat et Barques de pêche, huiles sur toiles.
- Musée Eugène-Boudin de Honfleur[19].
- Musée des Terre-Neuvas et de la pêche, Fécamp, Nature morte aux poires, huile sur toile ; Étretat, mise à l'eau d'une caïque, peinture sur papier ; dessins réalisés à Étretat et Yport entre 1930 et 1950.
- Musée Alfred-Canel, Pont-Audemer, Paysage de montagne (Suisse), huile sur toile.

## Collections privées
- François Depeaux, Rouen[20],[21].
- Paul et Florence Vercier, Le Havre[22].